# 德安杰洛·德内罗
德安杰洛·德内罗（D'Angelo Dinero，1978年5月24日—），本名Elijah Samuel Burke，昵称“教皇”（Da Pope），美国加纳裔黑人，职业摔角选手。出生于佛罗里达州杰克逊维尔，他曾担任当地治安官，后来又做过业余拳击运动员，2003年开始参与职业摔角。因在TNA比赛获胜后的一组表情而成为一个网络迷因。